# Rosa mandenovii
Rosa mandenovii är en rosväxtart som beskrevs av Gadzhieva. Rosa mandenovii ingår i släktet rosor, och familjen rosväxter. Inga underarter finns listade i Catalogue of Life.